# Kaloula nonggangensis
Espèce
Kaloula nonggangensis est une espèce d'amphibiens de la famille des Microhylidae.

## Répartition
Cette espèce est endémique du Guangxi en Chine.

## Étymologie
Son nom d'espèce, composé de nonggang et du suffixe latin -ensis, « qui vit dans, qui habite », lui a été donné en référence au lieu de sa découverte, la réserve nationale naturelle de Nonggang.

## Publication originale
- Mo, Zhang, Zhou, Chen, Tang, Meng & Chen, 2013 : A new species of Kaloula (Amphibia: Anura: Microhylidae) from southern Guangxi, China. Zootaxa, no 3710, p. 165-178.